# Dermatophagoides farinae
Espèce
Dermatophagoides farinae est une espèce d'acarien de maison impliquée dans l'allergie aux acariens.

## Habitat
D. farinae est, après Dermatophagoides pteronyssinus, l'espèce la plus répandue dans la poussière de maison. Les deux espèces coexistent dans les mêmes habitats, mais leurs proportions relatives varient selon les zones géographiques. D. farinae se trouve dans le monde entier, mais elle est plus abondante en Amérique du Nord qu'en Europe. Elle est prépondérante dans les zones arides et continentales et la prévalence des réactions allergiques s'avère extrêmement élevé en Amérique du Nord et au Japon. Cependant, un grand nombre de cas ont également été trouvés dans certaines parties de l'Italie et de la Turquie, et dans l'Extrême-Orient en dehors du Japon. 

## Caractéristiques
Les espèces du genre Dermatophagoides sont très similaires.
Le mâle D. farinae mesure 260 µm à 360 µm à l'âge adulte ; la femelle, plus grosse, atteint 360 µm à 400 µm. Son développement dure 35 jours, pour une durée de vie de 70 jours environ. La femelle pondra 80 œufs environ.

## Histoire
L'espèce a été décrite en 1961 par Agnes Margaret Hughes, qui lui a donné le nom de farinae après l'avoir découverte dans des composés de farine destinés aux animaux en Angleterre.

## Allergènes
Les protéines allergènes les plus importantes dans D. farinae sont Der f 1 et Der f 2. Il a été démontré qu'environ 80 % des sérums de patients sensibilisés aux acariens ont des anticorps IgE à Der p 1 et Der p 2, et la situation est très probablement similaire pour Der f 1 et Der f 2, selon le groupe 1 et 2 allergènes sont très homologues entre D. farinae et D. pteronyssinus (1). Environ 20 % des patients, cependant, n'ont pas d'anticorps IgE pour le Groupe 1 et 2 allergènes, et même si c'est une minorité, il constitue une importante population. Il existe de nombreux autres allergènes d'acariens qui ont une forte activité de liaison des IgE, mais ceux-ci sont présents dans des concentrations faibles et variables dans les extraits d'acariens, habituellement à moins de 1 % des niveaux du Groupe 1 et 2 allergènes. Mais surtout, les extraits d'acariens sont des préparations qui ne représentent pas avec exactitude les concentrations relatives des allergènes dans l'air inhalé. Tout ce qui peut largement être dit sur les concentrations de la plupart des allergènes, c'est que ce[Quoi ?] ne sont pas connus, mais sont probablement rares[incompréhensible].
Les résultats des études sur les groupes d'allergènes autres que 1 et 2 peuvent être extrapolés à D. pteronyssinus et D. farinae. Des expériences mesurant l'activité de la trypsine enzymatique de Der p 3 démontrent une concentration 200 fois plus élevée dans les médias acariens passées se maintiendra probablement pour Der f 3[incompréhensible]. La situation serait similaire pour les études de nouveaux allergènes pertinents : Der p 5, 10, 11 et 14, qui semblent être présents en faibles quantités (3-5). Il est prouvé que Der p 3, 7 et 14 sont instables dans les extraits (1); néanmoins, les allergènes présents en faibles quantités dans les extraits peuvent induire des titres élevés d'IgE. En outre, les polypeptides non allergènes tels que la chaîne lourde de ferritine peut être très immunogènes et induisent une réponse cytokine Th1/Th2 équilibrée.
Les allergènes recombinants suivants ont été caractérisés :
- rDer f 1 (8-10,12,15-16).
- rDer f 2 (12,19).
- f rDer 3 (26).
- rDer f 6 (31).
- rDer f 7 (33).
- rDer f 11 (35-37,48-49).
- f rDer 14 (40).
- f rDer 16 (44).